# دایکی دوکا
دایکی دوکا (انگلیسی: Daiki Deoka؛ زادهٔ ۱۶ اوت ۱۹۹۴) بازیکن فوتبال اهل ژاپن است.